# Juraszele
Juraszele – część wsi Liguny na Litwie, w okręgu uciańskim, w rejonie ignalińskim, w starostwie Dukszty.
Inna nazwa miejscowości to Jaroszele.
Dawnej kolonia i zaścianek.

## Historia
W czasach zaborów wieś w gminie Dukszty, w powiecie nowoaleksandrowskim Imperium Rosyjskiego.
W dwudziestoleciu międzywojennym miejscowość leżała w Polsce, w województwie nowogródzkim (od 1926 w województwie wileńskim), w powiecie brasławskim (od 1926 w powiecie święciańskim), w gminie Dukszty.
Według Powszechnego Spisu Ludności z 1921 roku zamieszkiwało tu 25 osób, wszystkie były wyznania rzymskokatolickiego. Jeden mieszkaniec zadeklarował polską przynależność narodową a 24 litewską. Były tu 4 budynki mieszkalnych. W 1931 kolonię zamieszkiwało 6 osób w 1 budynku a zaścianek 28 w 5 domach.
Miejscowość należała do parafii rzymskokatolickiej w Duksztach. Podlegała pod Sąd Grodzki w Święcianach i Okręgowy w Wilnie; właściwy urząd pocztowy mieścił się w m. Duksztach.